# Level Up (serie de televisión surcoreana)
Level Up (hangul: 레벨업; RR: Lebeleob), es una serie de televisión surcoreana transmitida del 10 de julio del 2019 hasta el 16 de agosto del 2019 a través de MBN/UMAX.

## Historia
Ahn Dan-te, es el mejor director de "Yoo Seong CRC", una compañía que se especializa en re-estructuraciones. Dan-te es un hombre frío que no expresa sus emociones y dice las cosas de forma directa, pero trabajador.
Por otro lado, Shin Yeon-hwa, es la apasionada directora de desarrollo de la compañía de juegos "Joy Buster", que está yendo a la bancarrota. 
Pronto Yeon-hwa se une a Dan-te para tratar de salvar la compañía de juegos. Y comienza a desarrollar un nuevo juego para satisfacerlo, pero pronto terminan entrando en conflictos, sin embargo las cosas dan un cambio cuando poco a poco ambos comienzan a enamorarse.
Junto a ellos se les unen: Park Gil-woo, un hombre con una gran personalidad y el jefe administrativo de "Yoo Seong CRC", así como el único hijo del jefe de la compañía y el mejor amigo de Dan-te a quien le gusta molestar. Kwak Han-cheol, un nuevo empleado en "Yoo Seong CRC" que comienza a enamorarse de Yeon-hwa, pero que pronto se pone celoso de su relación con Dan-te y Bae Ya-chae, la CEO de una compañía de agencia de entretenimiento que está enamorada de Dan-te, a quien conoció luego de que la ayudara con su compañía.

## Reparto

### Personajes principales[6]
| Actor       | Personaje      | Ocupación                                         | Nº de episodios | Duración |
| ----------- | -------------- | ------------------------------------------------- | --------------- | -------- |
| Sung Hoon   | Ahn Dan-te     | Director de "Yoo Seong CRC"                       | 12              | 2019     |
| Han Bo-reum | Shin Yeon-hwa  | Directora de Desarrollo de "Joy Buster"           | 12              | 2019     |
| Danny Ahn   | Park Gil-woo   | Jefe Administrativo de "Yoo Seong CRC"            | 12              | 2019     |
| Baro        | Kwak Han-cheol | Empleado de "Yoo Seong CRC"                       | 12              | 2019     |
| Kang Byul   | Bae Ya-chae    | CEO de una Compañía de Agencia de Entretenimiento | -               | 2019     |

### Personajes recurrentes
| Actor          | Personaje     | Ocupación         | Nº de episodios | Duración |
| -------------- | ------------- | ----------------- | --------------- | -------- |
| Ryu Seung-soo  | Jo Tae-goo    | -                 | -               | 2019     |
| Shin Jung-yoon | Song Joo-im   | -                 | -               | 2019     |
| Jung Soo-kyo   | Kang Sung-goo | -                 | -               | 2019     |
| Son Sang-yeon  | Kim Hoon      | -                 | -               | 2019     |
| Lee Seul-bi    | Oh Mi-ja      | -                 | -               | 2019     |
| Lee Byung-joon | -             | Padre de Yeon-hwa | -               | 2019     |
| Son Jin-hwan   | -             | Padre de Dan-te   | -               | 2019     |
| Kim Ji-in      | Kim Sang-mi   | -                 | -               | 2019     |

## Episodios
La está conformada por 12 episodios, los cuales fueron emitidos todos los miércoles y jueves a las 23:00 (KST).

## Producción
La serie fue dirigida por Kim Sang-woo y contó con el guionista Kim Dong-kyu.
La primera lectura del guion fue realizada en mayo del 2019.